# Château de Wassenberg
Le Wassenberg est un château fort en ruine situé sur le territoire de la commune de Wasserbourg, en Alsace (France). Il est construit illégalement vers 1220 par Andreas de Girsberg sur des terres appartenant à l’abbaye de Payerne et au chapitre de Constance. Celui-ci tente ainsi de s’emparer du vallon du Krebsbach, une vallée latérale de la vallée de Munster, alors en cours de défrichement. Cette opportunité d’accroissement territorial dans une région déjà largement verrouillée par les grandes familles donne lieu à une compétition féroce entre plusieurs nobles et à la construction effrénée de châteaux dans cette petite vallée au cours du XIIIe siècle. Les Girsberg ayant été repoussés hors du vallon à la fin du XIIIe siècle, le château tombe dans l’orbite des Hattstatt. Ces derniers sont eux-mêmes remplacés par les Ribeaupierre au XVe siècle. Le château résiste avec succès à un siège en 1425, mais n’est plus mentionné après 1429 et a été détruit à l’explosif à une date indéterminée.
Il ne subsiste pratiquement aucun vestige du château en surface, mais l’étude des terrassements et l’iconographie ancienne permettent d’avoir une idée générale de son aspect. Il est ainsi composé d’un noyau castral comportant un donjon pentagonal à bec faisant face au côté de l’attaque, auquel est accolé un imposant massif de maçonnerie faisant écran pour le logis situé de l’autre côté d’une cour intérieure. À l’opposé de l’attaque, le reste du site se déploie sur plusieurs terrasses successives : d’abord une basse cour, puis un village castral. Ce dernier est probablement le site primitif du village de Wasserbourg, mais la date à laquelle il a été déplacé en fond de vallée ne peut pas être située avec plus de précision qu’entre le XIIIe siècle et 1428.

## Contexte géographique et historiographique

### Topographie et géologie
Le Wassenberg est construit à 740 m d’altitude sur un éperon saillant du versant nord de la vallée du Krebsbach, qui domine le village de Wasserbourg installé à son pied. Cette colline est elle-même surplombée au nord-ouest par la crête du Presswald, qui s’élève à une centaine de mètres de plus et à laquelle elle est connectée par un large col. Déjà au Moyen Âge, il s’agit d’un emplacement isolé, en fond de vallée à l’écart des voies de communications, qui passent plutôt sur la crête lui faisant face,.
Un autre château, le Straßburg ou Strohburg, se trouve au sud-ouest de Wasserbourg. Il semble aussi qu’un manoir fortifié, le Störenburg, se trouvait à l’emplacement du village, mais il n’en subsiste aucune trace. La proximité géographique et entre les noms des trois châteaux a donné lieu à de nombreuses confusions qui compliquent les recherches. D’autres châteaux sont visibles depuis le site : le Laubeck, le Schrankenfels et le Haneck, situés en amont dans la vallée, et plus loin le Staufen, le Gigersbourg, le Haut-Hattstatt, le Hohlandsbourg et le Pflixbourg.
Sur le plan géologique, le château est situé dans une étroite bande de schistes grauwackeux qui traverse le socle granitique le long de la pente nord de la vallée. À hauteur du château, cette inclusion est délimitée par le col au nord et la partie basse de l’éperon au sud. Le socle granitique est constitué de granites porphyroïdes à biotite appartenant au complexe dit des granites du Bramont, de la Schlucht et de Goldbach.

### Contexte géographique et historique médiéval
Avant le Xe siècle, le territoire situé sur la rive droite de la Fecht, entre la limite occidentale de Wintzenheim et la limite orientale de Munster fait partie du domaine royal rattaché à la cour royale de Colmar. À l’époque, ces terres ne sont pas, ou très peu, habitées et exploitées. La moitié en est prélevée vers 935 au profit du chapitre de Constance, puis, vers 965, l’autre moitié est donnée à l’abbaye de Payerne. La limite entre les terres des deux institutions se trouve en théorie dans le vallon du Krebsbach, mais l’analyse des textes montre que la réalité est plus complexe et que les terrains qu’elles possèdent sont parfois imbriqués les uns dans les autres.
Le document de 1222 réglant le litige sur la propriété du château indique que le territoire était encore peu exploité et habité à cette époque, celui-ci basant le paiement des redevances sur des revenus envisagés et non réels. Par ailleurs, il montre que le village se trouvait alors sur la montagne, à côté du château. L’emplacement du village n’est plus indiqué dans les sources avant 1428, date à laquelle il se trouve alors déjà au pied de la montagne, mais la translation aurait pu se produire dès le XIIIe siècle. Au cours de ce siècle, l’exploitation du vallon s’accroit fortement et la forêt est progressivement défrichée, notamment en recourant à l’écobuage. Ces opérations semblent avoir largement échappées au contrôle des propriétaires ecclésiastiques, le chapitre de Constance se plaignant en 1259 des dégâts occasionnés à la forêt par les habitants du château et du village.

### Contexte historiographique
Il n’existe pas de représentation du château avant son abandon et la seule représentation antérieure au XIXe siècle, un plan de finage de 1763, le montre de manière uniquement symbolique. La première représentation détaillée est un esquisse de Jacques Rothmuller réalisée dans la première moitié du XIXe siècle, qui sert de base au dessin du château publié en 1863 dans Musée pittoresque de l’Alsace. Ce dessin montre que le donjon était encore à l’époque conservé sur une grande partie de sa hauteur et permet de connaître plus précisément son aspect. Il est complété par une photographie d’Adolphe Braun prise en 1859, ainsi qu’une autre d’Émile Wagner, publiée en 1911. Celles-ci montrent la dégradation progressive du donjon, déjà à moitié effondré en 1911.
Le site n’a fait l’objet d’aucune fouille archéologique, seule une étude de surface ayant été réalisée en 2015 par Jacky Koch. Avant cette date, le château a fait l’objet d’une topographique de Bernhard Metz en 1978, que celui-ci a complété et augmenté en 2007 avec Thomas Biller d’une étude historique reprenant intégralement le corpus des sources.

## Histoire

Photographie d’Adolphe Braun parue en 1859 dans l’Alsace photographiée.

Le château est construit illégalement par Andreas de Girsberg vers 1220 sur des terres qui viennent d’être défrichées et mises en valeur par l’abbaye de Payerne et le chapitre de Constance. Cette construction donnant lieu à une plainte, les trois protagonistes concluent un arrangement en 1222 : le château devient la propriété de l’abbaye de Payerne, qui en remet toutefois la moitié à Andreas de Girsberg à titre de fief ; celui-ci et ses héritiers se voient également attribuer la partie de la forêt dépendant de l’abbaye en échange d’une redevance d’un demi-foudre de vin. En outre, l’accord précise que la moitié de l’église située « dans ce lieu fortifié » (in dicto oppido) ainsi que la moitié du dixième des revenus futurs du lieu appartiennent à l’abbaye, le chapelain étant par ailleurs nommé conjointement par le chapitre de Constance et l’abbaye,.
Ce contrat ne fait pas cesser les litiges, Andreas de Girsberg et ses descendants étant en conflit avec le chapitre de Constance pendant plusieurs décennies. En 1259, les petits-fils d’Andreas de Girsberg, Sigfried et Dietrich de Wassenberg, règlent le litige en renonçant aux dîmes et à plusieurs autres droits en échange de la remise en fief du château et du village. Il se voient également interdire de défricher davantage la forêt sans accord du prévôt du chapitre de Constance. En 1286, Dietrich de Wassenberg – on ignore s’il s’agit du même que celui de 1259 — reçoit le château en fief de l’abbaye de Payerne, en échange d’une rente de dix ohm de vin rouge. À cette époque il appartient entièrement à l’abbaye, qui a récupéré la part du chapitre de Constance à une date indéterminée,.

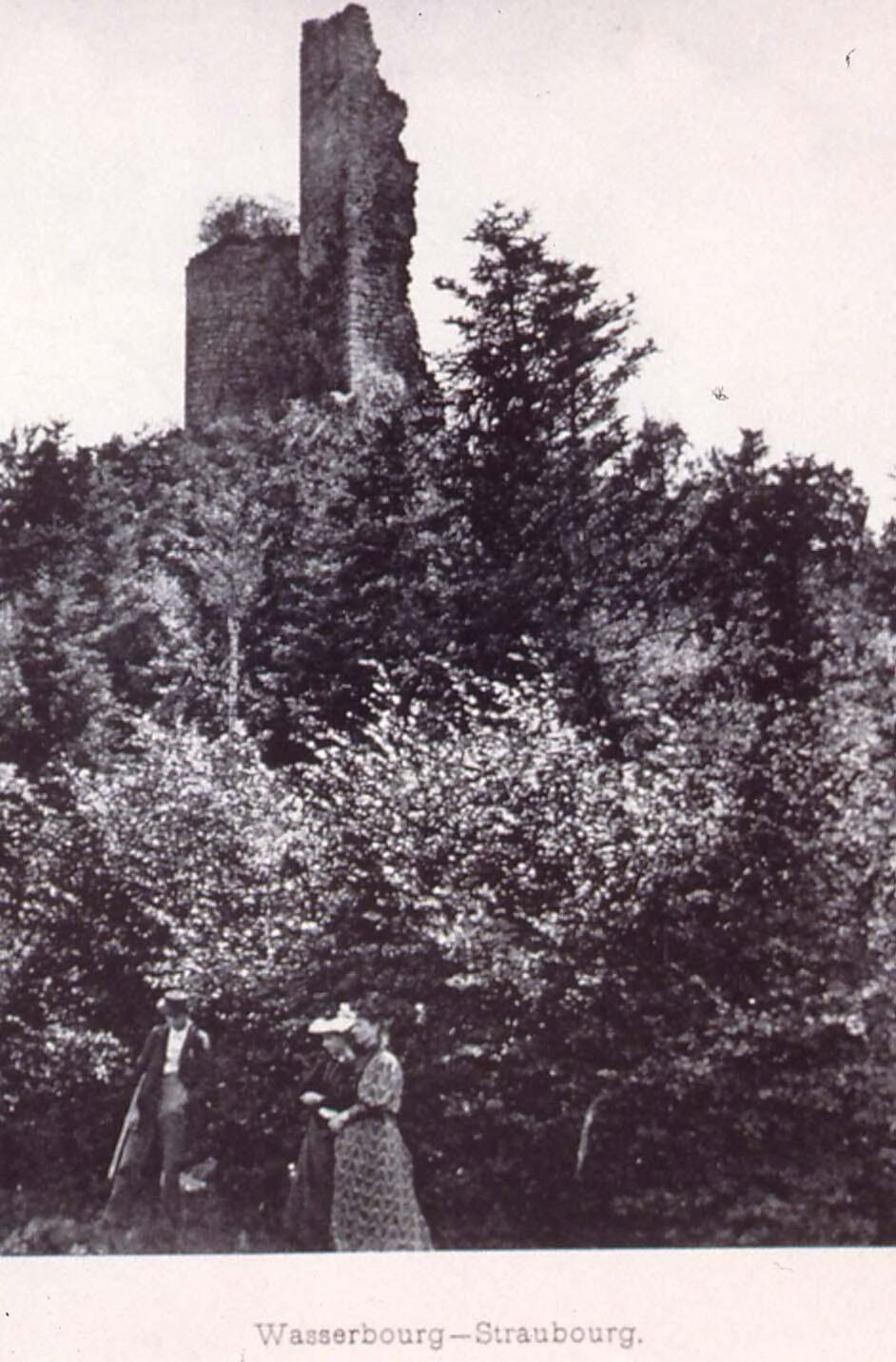
Photographie d’Émile Wagner publiée en 1911.

En 1342, le château est occupé par Ulrich de Hus, qui l’a reçu en fief de l’abbaye de Payerne. Celle-ci lui a donné en fief en même temps la moitié du village qu’elle possède, l’autre appartenant aux Hattstatt. Ces derniers ont en effet chassé les Girsberg de la vallée du Krebsbach dans les dernières décennies du XIIIe siècle,. En 1370, Wiglis de Hattstatt vend les parts qu’il possède à son cousin Hanemann de Hus d’Issenheim, mais le jeu des héritages fait que les Hattstatt possèdent encore des parts du château en 1385 et 1426,.
En 1425, le château est assiégé pendant douze jours sans succès par la milice de Riquewihr pour le compte de leur seigneur, le comte de Wurtemberg. Celui-ci cherche en effet à s’emparer de Frédéric de Hohenzollern, qui s’y est réfugié,. Hans-Ulrich de Hus le cède par la suite en 1428 ou en 1429 aux Ribeaupierre. À une date indéterminée, probablement au cours du XVe siècle, le château est sommairement renforcé contre les armes à feu par l’adjonction d’un massif maçonné au donjon.
Probablement abandonné au cours de la période moderne, le château a été en grande partie détruit à l’explosif à une date indéterminée. En 2015, le site appartient à dix-huit propriétaires différents et il ne subsiste presque aucun vestige en surface.

## Architecture

### Disposition générale
Le sommet a fait l’objet de terrassements de grande ampleur, qui permettent d’identifier les parties constitutives du château en dépit de son état de dégradation avancé. Le point culminant du site est occupé par le noyau castral, qui comprend un donjon pentagonal faisant face au nord, côté de l’attaque, ainsi qu’un logis situé au sud et en enfilade par rapport au donjon, par delà d’une cour intérieure. Au sud du noyau se trouve une succession de terrasses occupées par la basse-cour et le village castral. Une autre terrasse est située à l’est et semble avoir été occupée par une seconde basse-cour,.
L’accès d’origine est conçu pour exposer le plus possible un éventuel assaillant en lui imposant de longer le château sur toute sa longueur par l’est pour atteindre l’unique porte, qui se trouve au sud-est du village castral, à l’extrémité sud du sommet. La défense est renforcée au nord et à l’ouest par un fossé. Le fossé sud est inachevé et seule la pente raide protège le côté oriental. Le fossé nord est particulièrement large et semble être le résultat de plusieurs phases de travaux,.

### Matériaux
Le château se trouve sur une arête de schistes grauwackeuses. Il s’agit d’un matériau difficile à façonner de manière régulière, car il casse de manière imprévisible en cas de tentative de la tailler à l’aide d’outils à percussion. Pour cette raison, la roche extraite sur place, notamment lors du creusement des fossés, n’a été utilisé que pour le fourrage des maçonneries. Les parements intérieurs et extérieurs des murs ont été taillés dans du granit, plus facile à façonner, qui provient d’une carrière localisée à environ 150 m au nord-ouest du château. Dans la carrière, l’extraction a été faite à la masse et au pic, en exploitant les failles naturelles de la roche. Cette méthode peu sophistiquée a eu pour conséquence qu’environ la moitié des matériaux extraits est constituée de petits éclats inexploitables, qui ont été laissés sur place.
La masse moyenne des blocs de parement est d’environ 40 kg, ce qui permet leur manipulation par un ou deux ouvriers. Certaines pièces, notamment celles utilisées pour le chaînage du bec, pèsent toutefois jusqu’à 200 kg. À l’origine, les parements sont peu apparents du fait d’une finition avec un enduit de type rasa pietra : le mortier déborde largement des joints, parois jusqu’à 5 cm, de sorte que seule la partie la plus saillante des pierre est visible,. Cela peut expliquer le dégrossissage assez sommaire des blocs et l’absence de finitions. Par ailleurs, du fait de la forme irrégulière des blocs, les bâtisseurs ont été contraints d’utiliser une grande quantité de blocs de calage et de mortier, qui peuvent atteindre par endroit jusqu’à 20 % de la surface du mur. Ce mortier est constitué de sable de granit à grain fin et de 50 à 60 % de chaux. L’origine de celle-ci n’est pas déterminée et elle pourrait provenir de plusieurs sources différentes.

### Château

#### Donjon
Le donjon est une tour à bec prenant en plan la forme d’un pentagone constitué d’un quadrilatère sur lequel a été greffé un triangle rectangle. Ce dernier, le « bec », est plein est son angle à 90° fait face au nord, côté de l’attaque, ce qui permet de favoriser le ricochet des projectiles. Le côté oriental du bec mesure 3,67 m et celui du quadrilatère, auquel il est raccordé par un angle à 45°, est de 5,13 m. L’épaisseur de ce mur est d’environ 1,95 m, ce qui réduit le volume intérieur de la tour à une pièce d’environ 2 m de côté. C’est donc un donjon de type bergfried, c’est-à-dire une tour destinée uniquement au combat, sans quartiers d’habitation. L’iconographie ancienne permet par ailleurs de déterminer qu’il mesurait au moins seize mètres de haut et ne comporte aucune ouverture sur sa face exposée, ce qui implique une défense menée exclusivement depuis le sommet. Il diffère en cela du proche Schrankenfels, dont le donjon pentagonal comporte des meurtrières,.
Le donjon pentagonal apparaît en Alsace à la fin du XIIe siècle et connaît une certaine popularité dans les premières décennies du XIIIe siècle. L’inspiration du donjon pourrait être le château du Bernstein, mais le caractère original de la finition en rasa pietra est plus difficile à déterminer du fait de la disparition de ce type de détail sur la plupart des sites castraux. Néanmoins, au moins un exemple contemporain est connu, le château Saint-Léon d'Éguisheim.

#### Mur bouclier
Un épais massif de maçonnerie, épais de plus de 5 m et d’au moins 9 m de haut, est accolé à la face orientale du donjon. Son angle nord-est est saillant et de forme semi-circulaire, mais cette projection est trop petite pour pouvoir être qualifiée de tourelle. L’absence de liaison de sa maçonnerie avec celle de donjon ainsi que les techniques de construction différentes, suggèrent qu’il s’agit d’un ajour postérieur. En revanche l’extrémité de la courtine orientale est liaisonnée au massif, ce qui laisse à penser que cette autre phase de travaux n’a pas concerné que celui-ci.
Ce type de construction est caractéristique des adaptations réalisées au XVe siècle dans certains châteaux pour améliorer leur résistance aux canons. Le proche Schwarzenberg a ainsi fait l’objet de modifications similaires. La date de construction de ce massif est difficile à déterminer plus précisément, mais il semble plus probable qu’elle ait eu lieu après le siège de 1425,.

#### Parties habitables
L’extrémité sud de la partie sommitale du site est couverte de débris esquissant l’empreinte d’un bâtiment quadrangulaire. Il s’agit probablement du logis, placé en enfilade du donjon dans une disposition qui rappelle là aussi le Bernstein,. Ce bâtiment a été en partie écrasé par de gros blocs de maçonnerie provenant probablement du donjon et dont la forme est caractéristique d’une destruction à l’explosif.
La basse cour est située sur une terrasse au sud et en contrebas du noyau castral. Elle est désormais en grande partie recouverte par les débris issus de l’effondrement de celui-ci. Le monticule de pierre qui fait le tour de son périmètre permet de déterminer qu’elle était entourée d’une courtine dont il ne subsiste pratiquement aucun vestige en élévation. La porte entre la basse cour et le village semble s’être trouvée dans l’angle sud-est.

### Village castral
Le village castral se trouve à l’extrémité sud du site, à l’opposé de l’attaque, et occupe un espace d’environ 45 × 25 m. Il est protégé sur son pourtour par une courtine, qui est percée d’une porte à l’est. L’enceinte est doublée d’un fossé, mais celui-ci n’a pas été achevé : celui-ci n’est complet qu’à l’ouest, tandis que le travail a été abandonné au cours de creusement sur le front sud. L’espace délimité par l’enceinte, dont ne subsiste que des gravats, forme une terrasse, à l’intérieur de laquelle se trouve une autre terrasse, un peu plus petite et soutenue par un mur. L’empreinte d’un bâtiment rectangulaire est clairement visible à l’extrémité ouest de cette terrasse intérieure.